# Memoriale per l'Olocausto di Babij Jar
Il Memoriale per l'Olocausto di Babij Jar (in ucraino МеМоріальний центр Голокосту «Бабин Яр»?, MeMorial'nyj centr Holokostu "Babyn Jar"; ufficialmente in inglese The Foundation and Babyn Yar Holocaust Memorial Center) è un'istituzione educativa che documenta, spiega e commemora il massacro di Babij Jar del settembre 1941 e mira ad ampliare e sostenere la memoria dell'Olocausto nell'Europa orientale, tenendo conto dei cambiamenti geopolitici avvenuti nel corso del XX secolo. Nel 2016 è iniziata la discussione sul progetto del memoriale.

## Babij Jar
Il 29 e 30 settembre 1941 a Babij Jar, un burrone nei pressi di Kiev, in due giorni i nazisti assassinarono più ebrei che in qualsiasi altro massacro compiuto dai tedeschi, uccidendo 33 771 ebrei. In totale, dal 29 settembre 1941 all'ottobre 1943 le autorità di occupazione naziste sterminarono quasi 100 000 persone a Babij Jar e nelle vicinanze.

## Storia
Il 29 settembre 2016, nel 75º anniversario di una delle più famose atrocità della seconda guerra mondiale, i membri di un'ampia coalizione internazionale si sono riuniti a Kiev per annunciare l'impegno a creare un nuovo centro commemorativo ed educativo in Ucraina. La realizzazione del memoriale è stata sostenuta dalle autorità cittadine e dal presidente ucraino Petro Oleksijovyč Porošenko.
Il 19 marzo 2017 è stato istituito il Consiglio di supervisione del Memoriale guidato dal presidente dell'Agenzia ebraica per Israele Natan Sharansky e composto dai filantropi German Chan, Michail Fridman, Viktor Pinčuk e Pavel Fuks, dal rabbino capo di Kiev Yakov Dov Bleich, dall'artista Svjatoslav Vakarčuk, dal peso massimo mondiale il campione Volodymyr Klyčko, dall'ex direttore generale dell'UNESCO Irina Bokova, dall'ex residente della Polonia Aleksander Kwaśniewski e dall'ex ministro degli affari esteri della Germania Joschka Fischer.

### Guerra in Ucraina
Il 1 marzo 2022 è stato affermato che nel corso dell'invasione russa dell'Ucraina missili e proiettili russi hanno colpito il sito di Babij Jar durante la battaglia di Kiev, uccidendo almeno cinque persone. Il presidente ucraino Volodymyr Zelens'kyj e presidente dell'Ufficio presidenziale Andrij Jermak hanno condannato l'attacco missilistico. Zelens'kyj ha dichiarato su Twitter che "mai più" significa non tacere sull'aggressione della Russia, per evitare che la storia si ripeta. I leader israeliani, tra cui il ministro degli esteri Yair Lapid e il ministro della diaspora Nachman Shai, hanno condannato l'evento. Successivamente, durante una visita di Ron Ben Yishai, è stato comunicato che l'esplosione non ha danneggiato nulla. Tuttavia, sono state lese le tombe della zona, anche se non il sito commemorativo stesso.